# Psenes pellucidus
Psenes pellucidus är en fiskart som beskrevs av Lütken, 1880. Psenes pellucidus ingår i släktet Psenes och familjen Nomeidae. Inga underarter finns listade i Catalogue of Life.